# 焦煜
焦煜（1492年—?），字伯昇，號黄山，直隸寧國府太平縣人，明朝政治人物。

## 生平
治《詩經》，行一，由國子生中式正德八年（1513年）癸酉科應天府鄉試第九十四名舉人，年三十二歲中式嘉靖二年（1523年）癸未科會試第四十六名，第二甲第一百三十三名進士。授南京刑部主事，谳决明慎，无敢干以私。历迁浙江按察佥事，分巡杭、严、金、衢、嘉、湖，所属多白役肆虐，煜痛加裁抑。一日偕僚佐出，有瞽妇赴诉，大呼孰为焦青天者，同官有愧色。海盐地濒海患潮，檄守令筑石堤七百余丈，立陡门四，以时潴泄，至今赖之。事载《石塘纪略》。嘉靖十六年（1537年）十一月升福建左参议，杭人罢市追送祀。煜子焦陵，祠中。著有《鼓缶集》。

## 家族
曾祖焦堯看。祖父焦惠榮。父焦志刚。母陈氏。具庆下。弟煒、烈、煌。從弟然、爖、熙、炯、炬、燦。